# Antonio López (futbolista nacido en 1981)
Antonio López Guerrero (Benidorm, Provincia de Alicante, España, 13 de septiembre de 1981) es un exfutbolista español. Jugó de lateral izquierdo y su último equipo fue el Real Club Deportivo Mallorca de la Segunda División de España.
Antonio López debutó en Segunda División en la temporada 2000-01 con el Atlético de Madrid. Con el club colchonero disputó 270 partidos, anotó 13 goles, llegó a ser el primer capitán del equipo y fue campeón de la UEFA Europa League en 2010 y 2012 y campeón de la Supercopa de Europa en 2010. 
También fue internacional con la selección española y disputó el Mundial de Alemania en 2006.

## Trayectoria

### Inicios
Antonio López se formó en las categorías inferiores del Atlético de Madrid llegando a debutar con el primer equipo durante la temporada 2000-01 cuando militaba en Segunda División. En la temporada siguiente el equipo fue campeón de Segunda División y consiguió el ascenso a Primera División.
Tras la vuelta del Atlético a Primera División, Antonio López fue cedido al Osasuna. En el equipo navarro hizo su debut en Primera División el 1 de septiembre de 2002 en el empate a dos frente al Villarreal. Pasó dos temporadas en el equipo pamplonica en las que fue el lateral izquierdo titular del equipo jugando 71 partidos en la máxima categoría que le sirvieron para ganar experiencia.

### Vuelta al Atlético de Madrid
En la temporada 2004-05 el Atlético de Madrid decidió recuperarle para que formara parte de su plantilla. Jugó principalmente como lateral izquierdo aunque algunos partidos también los jugó como lateral derecho o como centrocampista por banda izquierda. Durante los primeros años de vuelta en el Atlético el equipo terminó las temporadas en mitad de la tabla hasta la temporada 2006-07 en que consiguió clasificarse para disputar la Copa Intertoto. En el verano de 2007 el Atlético Madrid ganó la final de dicha competición consiguiendo la clasificación para la Copa de la UEFA. A partir de esta clasificación, el Atlético comenzó a disputar competiciones europeas de forma continuada consiguiendo la clasificación para la Liga de Campeones durante las temporadas 2007-08 y 2008-09.
El 16 de julio de 2009 fue designado primer capitán del Atlético de Madrid. En la temporada 2009-10, la del estreno de su capitanía, el 12 de mayo se proclamó campeón de la Europa League, competición a la que había accedido el club tras su eliminación de la Liga de Campeones. En la final derrotó al Fulham por dos goles a uno disputando Antonio López el partido completo. Esa misma temporada fue subcampeón de la Copa del Rey disputando de nuevo la final de manera completa pero perdiendo por cero a dos ante el Sevilla.
Al ser el campeón de la Europa League 2010 el Atlético de Madrid tuvo que disputar la Supercopa de Europa al comienzo de la temporada 2010-11 frente al Inter de Milán campeón de la Champions League la temporada anterior. Así fue como el 27 de agosto de 2010 Antonio consiguió su primera Supercopa de Europa al ganar la final por dos goles a cero aunque esta vez no disputó ningún minuto del partido. 
El 5 de mayo de 2012, en el último partido de la temporada 2011-12 en el Estadio Vicente Calderón recibió, al igual que Perea, la insignia de oro y brillantes por parte del club y una camiseta con el número de partidos disputados con el Atlético de Madrid. Su contrato finalizaba el 30 de junio de ese año y no se iba a producir su renovación. Durante el partido ante el Málaga, cuando Adrián anotó el dos a uno que dio la vuelta al marcador, corrió a la banda para dedicarles el gol enseñando las camisetas de ambos jugadores. Cuatro días después ganó su segunda Europa League en Bucarest frente al Athletic de Bilbao derrotando su equipo a éste por tres a cero y poniendo de esta forma fin a su carrera en el Atlético de Madrid aunque, de nuevo, sin disputar el partido.

### Real Mallorca
Sus últimas dos temporadas las pasó en el RCD Mallorca, la segunda de ellas en Segunda División tras el descenso del club, pero las continuas lesiones sufridas, algunas de ellas graves, tan solo le permitieron disputar 17 partidos en las dos temporadas.

## Selección nacional
Ha sido internacional con la selección de fútbol de España 16 veces anotando un gol.
El debut con la selección absoluta se produjo el 30 de marzo de 2005 en Belgrado, en un partido de clasificación para el Mundial 2006 entre Serbia y Montenegro y España que terminó con empate a cero. En otro partido de esta fase de clasificación, el 13 de octubre de 2005, ante San Marino, consiguió anotar su único gol con la selección. España derrotó a San Marino por seis a cero.
Tras conseguir la clasificación para el Mundial, Antonio fue convocado y llegó a disputar un partido de la fase de grupos ante Arabia Saudita.

## Estadísticas

### Clubes
- Actualizado el 26 de mayo de 2014:[3]

| Club |               | Div           | Temporada     | Temporada | Temporada | Copas nacionales(1) | Copas nacionales(1) | Torneos internacionales(2) | Torneos internacionales(2) | Total | Total | Media goleadora |
| Club |               | Div           | Temporada     | Temporada | Temporada | Part.               | Goles               | Part.                      | Goles                      | Part. | Goles | Media goleadora |
| --- | ------------- | ------------- | ------------- | --------- | --------- | ------------------- | ------------------- | -------------------------- | -------------------------- | ----- | ----- | --------------- |
| Atlético de Madrid · España |               |               | Temporada     | Temporada | Temporada |                     |                     |                            |                            |       |       |                 |
| | 2.ª           | 0             | Temporada     | Temporada | Temporada | 0                   | -                   | -                          | 2                          | 0     | 0     |                 |
| | 2.ª           | 2001-02       | 20            | 0         | 0         | 0                   | -                   | -                          | 20                         | 0     | 0     |                 |
| | Total club    | Total club    | 22            | 0         | 0         | 0                   | -                   | -                          | 22                         | 0     | 0     |                 |
| Atlético de Madrid · España |               |               |               |           |           |                     |                     |                            |                            |       |       |                 |
| | 1.ª           | 2004-05       | 32            | 3         | 4         | 0                   | -                   | -                          | 36                         | 3     | 0,08  |                 |
| | 1.ª           | 2005-06       | 36            | 3         | 2         | 0                   | -                   | -                          | 38                         | 3     | 0,07  |                 |
| | 1.ª           | 2006-07       | 33            | 0         | 2         | 0                   | -                   | -                          | 35                         | 0     | 0     |                 |
| | 1.ª           | 2007-08       | 24            | 2         | 1         | 0                   | 10                  | 0                          | 35                         | 2     | 0,05  |                 |
| | 1.ª           | 2008-09       | 19            | 2         | 1         | 0                   | 5                   | 0                          | 25                         | 2     | 0,08  |                 |
| | 1.ª           | 2009-10       | 31            | 2         | 7         | 0                   | 12                  | 1                          | 50                         | 3     | 0,06  |                 |
| | 1.ª           | 2010-11       | 17            | 0         | 2         | 0                   | 3                   | 0                          | 22                         | 0     | 0     |                 |
| | 1.ª           | 2011-12       | 2             | 0         | 1         | 0                   | 4                   | 0                          | 7                          | 0     | 0     |                 |
| | Total club    | Total club    | 194           | 12        | 20        | 0                   | 34                  | 1                          | 248                        | 13    | 0,05  |                 |
| Real Mallorca · España |               |               |               |           |           |                     |                     |                            |                            |       |       |                 |
| | 1.ª           | 2012-13       | 8             | 0         | 0         | 0                   | -                   | -                          | 8                          | 0     | 0     |                 |
| | 2.ª           | 2013-14       | 9             | 0         | 0         | 0                   | -                   | -                          | 9                          | 0     | 0     |                 |
| | Total club    | Total club    | 17            | 0         | 0         | 0                   | -                   | -                          | 17                         | 0     | 0     |                 |
| Total carrera | Total carrera | Total carrera | Total carrera | 304       | 14        | 22                  | 0                   | 34                         | 1                          | 360   | 15    | 0,04            |
| (1) Incluye datos de Copa del Rey (2000-13). (2) Incluye datos de UEFA Champions League (2008-10); UEFA Europa League (2007-08) y (2009-12). |               |               |               |           |           |                     |                     |                            |                            |       |       |                 |

### Selecciones

#### Participaciones en fases finales
| Competición                    | Categoría          | Sede     | Resultado        | Partidos | Goles |
| ------------------------------ | ------------------ | -------- | ---------------- | -------- | ----- |
| Copa Mundial de Fútbol de 2006 | Selección española | Alemania | Octavos de final | 1        | 0     |
| Total                          |                    |          |                  | 1        | 0     |

## Palmarés

### Títulos nacionales
| Título           | Club               | País   | Año  |
| ---------------- | ------------------ | ------ | ---- |
| Segunda División | Atlético de Madrid | España | 2002 |

### Títulos internacionales
| Título              | Club               | País   | Año  |
| ------------------- | ------------------ | ------ | ---- |
| Copa Intertoto      | Atlético de Madrid | España | 2007 |
| UEFA Europa League  | Atlético de Madrid | España | 2010 |
| Supercopa de Europa | Atlético de Madrid | España | 2010 |
| UEFA Europa League  | Atlético de Madrid | España | 2012 |